# سانتا كروز دي مويا
بلدية سانتا كروز دي مويا (بالإسبانية: Santa Cruz de Moya)‏، هي إحدى بلديات مقاطعة قونكة إحدى مقاطعات إسبانيا، و التي تقع في منطقة قشتالة لا منتشا وسط البلاد, و المائلة لجهة الشرق من إسبانيا.
يبلغ عدد سكانها 335 نسمة وفقاً لإحصائية سنة (2007).